# Mantella haraldmeieri
Mantella haraldmeieri is een kikker uit de familie gouden kikkers (Mantellidae). De soort komt endemisch voor op het Afrikaanse eiland Madagaskar.

## Uiterlijke kenmerken

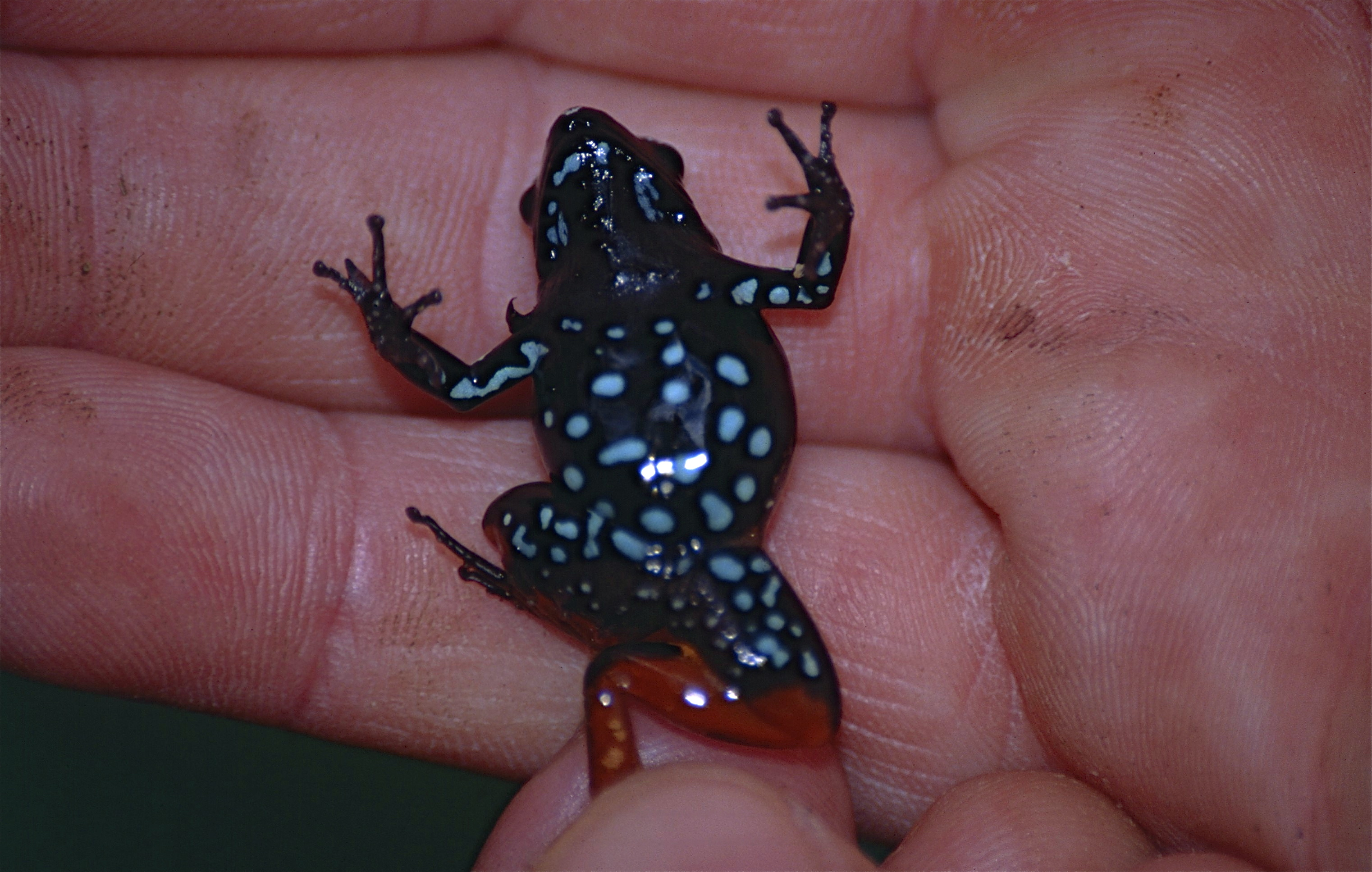
Onderzijde

Mantella haraldmeieri heeft een lichaamslengte tussen de 21 en 27 millimeter. De bovenzijde is lichtbruin met regelmatige donkerbruine patronen en twee vlekken op de achterzijde. De flanken zijn donkerbruin, de voorpoten crème tot beige en de achterpoten geelbruin met oranje vlekken op de dijen, knieholtes en de onderzijde van de onderbenen. Aan de onderzijde is de kikker zwart met ronde lichtblauwe vlekjes. M. haraldmeieri heeft geen hoefijzervormig patroon op de keel, zoals veel andere Mantella-soorten wel hebben.

## Gedrag en leefwijze
Mantella haraldmeieri leeft voornamelijk op het land en komt voor langs beken en poelen in of vlak bij regenwouden. Mannetjes laten zich overdag langs het water horen door korte, luide klikgeluiden. Het vrouwtje legt haar eieren in de grond, waarop de kikkervissen tijdens het regenseizoen naar nabijgelegen waterpartijen spoelen, waar ze verder ontwikkelen.

## Verspreiding
Mantella haraldmeieri is endemisch op Madagaskar en is in ten minste tien locaties aangetroffen in regenwouden in het zuidoosten van het eiland. Deze locaties bevinden zich op een hoogte van 300 tot 950 meter boven zeeniveau.

### Beschermingsstatus
De grootte van het totale leefgebied van Mantella haraldmeieri is kleiner dan 20.000 vierkante kilometer. De kikker komt voor in het Nationaal park Andohahela, maar veel andere regenwouden waar de kikker voorkomt worden bedreigd door overbegrazing, houtkap, mijnwerkzaamheden, de verspreiding van de invasieve eucalyptusplant en bevolkingstoename. M. haraldmeieri is derhalve als 'kwetsbaar' (VU of Vulnerable) opgenomen op de Rode Lijst van de IUCN. Mogelijk vormt de export voor de handel in exotische diersoorten ook een bedreiging. Op de lijst van CITES is M. haraldmeieri derhalve opgenomen in Bijlage II, wat wil zeggen dat voor de export een vergunning moet worden aangevraagd.

## Taxonomie
Mantella haraldmeieri werd in 1981 als ondersoort gepubliceerd door Klaus Busse als M. madagascariensis haraldmeieri. Hij vernoemde de kikker naar Harald Meier, een Duitse herpetoloog die veel onderzoek verrichtte op Madagaskar. In 1986 beschreef dezelfde Meier de kikker als eigen soort met de wetenschappelijke naam M. haraldmeieri. Mogelijk is het echter een kleurvariant van M. baroni.